# 福原村 (徳島県)
福原村（ふくはらそん）は、徳島県勝浦郡にあった村。現在の上勝町大字福原・生実・旭にあたる。

## 地理
- 山岳 ： 清水山、高丸山
- 河川 ： 勝浦川、旭川、竜谷川

## 歴史
- 1889年（明治22年）10月1日 - 町村制の施行により、福原村・生実村・旭村の区域をもって発足。
- 1955年（昭和30年）7月20日 - 高鉾村と合併して上勝町が発足。同日福原村廃止。